# Ozerkí (Crimea)
|  | Per a altres significats, vegeu «Ozerkí». |

Ozerkí (en (ucraïnès) i rus: Озерки) és un poble de la República Autònoma de Crimea a Ucraïna, que el 2014 tenia 321 habitants. Pertany al districte rural de Djankoi. Fins al 1948 la vila es deia Barín-Tatarski.